# Thomas Jane
Thomas Jane (nacido Thomas Elliott III Baltimore, 22 de febrero de 1969) es un actor estadounidense, conocido por sus interpretaciones en películas como Deep Blue Sea (1999), The Punisher (2004) y la adaptación cinematográfica de The Mist (2007) de Stephen King. Entre 2009 y 2011 fue el protagonista de la serie Hung. Es uno de los protagonistas principales de la serie de Syfy The Expanse durante las dos primeras temporadas y de modo recurrente en las temporadas tres y cuatro.

## Biografía
Jane es hijo de Cynthia, anticuaria, y Michael Elliott, ingeniero biogenético. Se graduó en 1987 en la Thomas Sprigg Wootton High School en el Condado de Montgomery, Maryland.

## Carrera
Jane debutó en la pantalla grande con la película india en idioma telugú Padamati Sandhya Ragam (1986), dirigida por Jandhyala. A partir de su primer papel como Zeph en Buffy la Cazavampiros (1992) consiguió papeles secundarios en varias películas destacadas, incluyendo El Cuervo: Ciudad de Ángeles (1996), Boogie Nights (1997), La delgada línea roja (1998), Jueves (1998) y Magnolia (1999). Tras ser aclamado por la crítica como el jugador de béisbol Mickey Mantle en 61, Jane comenzó a recibir ofertas para papeles protagonistas, como el de Andre Stander para la película sudafricana de 2003, Stander.
Tanto Jane, como el director Jonathan Hensleigh y Avi Arad han comentado en varias entrevistas que Jane fue el primer y único actor al que se le pidió que interpretara al protagonista de la película de 2004 The Punisher. Jane rechazó el papel dos veces, principalmente porque no profesaba mucho interés en el género de superhéroes. Jane comentó que cuando le ofrecieron el papel del castigador por segunda vez, lo que realmente hizo que aceptara fue el trabajo artístico de Tim Bradstreet. Tras descubrir que el Castigador no era un superhéroe tradicional, sino más bien un antihéroe y un vigilante que lucha contra el crimen, aceptó. Leyó tantos cómics sobre el personaje como pudo encontrar y se convirtió rápidamente en fan. Jane se entrenó durante 6 o 7 meses con los Navy SEALs y ganó más de 9 kilos de músculo para la película.
Además de protagonizar la película aportó su voz a los videojuegos The Punisher y Gun. Aparte del doblaje, ha escrito y financiado la novela gráfica de ciencia ficción titulada Bad Planet publicada por Image Comics.
Complementando su trabajo cinematográfico, Jane ha actuado en repetidas ocasiones en el teatro, recibiendo duras críticas como Tom en El zoo de cristal de Tennessee Williams, y como Chris en All My Sons de Arthur Miller. Incluso ha llegado a representar una versión ficticia de sí mismo para el programa televisivo Arrested Development en Fox, en el que los personajes no han oído hablar de él y no lo reconocen como actor.
Jane ha anunciado que no participará en la secuela de The Punisher. Lions Gate Entertainment había aprobado dirigir la secuela tras el fuerte éxito de la primera parte en DVD. Sin embargo, el desarrollo del proyecto se estancó durante más de 3 años. Jonathan Hensleigh completó el primer borrador del guion antes de retirarse en 2006. John Dahl estuvo barajando dirigir la película, pero finalmente rechazó la oferta aduciendo que no le gustaba el guion y que el estudio no tenía planeado invertir dinero suficiente en el proyecto. En declaraciones realizadas el 15 de mayo de 2007 y en dos entrevistas telefónicas, Thomas Jane aseveró que rechazó el proyecto por diferencias creativas y recortes presupuestarios.
En junio de 2007 el director Zack Snyder expresó su interés en que fuera Jane quién interpretara el papel de The Comedian para la adaptación de la novela gráfica de Alan Moore, Watchmen, sin embargo rechazó la oferta debido a que se encontraba demasiado ocupado.
En octubre de 2007, Jane comenzó su debut como director en Albuquerque, Nuevo México con la película titulada Dark Country la cual también protagoniza.
El 8 de febrero de 2008 se publicó que Thomas Jane se había unido al director John McTiernan en la película de acción/thriller Run, aunque finalmente el proyecto se canceló. El 27 de mayo de 2008 Thomas Jane y el actor Ving Rhames se unieron al reparto de la película Give ‘em Hell, Malone con el guionista Mark Hosack y el director Russell Mulcahy.
El 18 de diciembre de 2008 HBO anunció la presentación de la serie de humor negro Hung, y se le ofreció a Jane protagonizarla. Interpreta al personaje Ray Drecker, profesor de historia y entrenador del equipo de baloncesto en un instituto de Detroit, quién tras una serie de reveses tanto laborales como sentimentales termina asistiendo a clases de cómo potenciar habilidades en dónde llega a la conclusión de que la fórmula para triunfar será su pene.
Jane apareció en la portada de la revista Men's Fitness en junio/julio de 2010.
Thomas ha doblado al personaje Jonah Hex en el corto de animación incluido en la edición especial Blu-Ray de Batman: Under The Red Hood.
Desde diciembre de 2015 protagoniza la serie de SyFy titulada The Expanse y que está basada en la serie de novelas de James S. A. Corey interpretando al detective Joe Miller.

## Vida personal
Jane fue músico callejero durante sus primeros días en Hollywood. Hizo un comentario al respecto en Newsweek, en un artículo publicado el 31 de mayo de 2004 (p. 21): 
«Tenía dos canciones en mi repertorio que machaqué a muerte, "Hey Joe" y "Knockin' on Heaven's Door" [recordó]. La gente solía tirarme la calderilla solo para que me callara.»
Jane está divorciado de Aysha Hauer, hija del actor Rutger Hauer. Ambos eran actores en Hollywood, y compartieron reparto en varias películas, incluyendo el corto Picture This del director Sean Ramsay, quien era estudiante de la UCLA en aquella época. Estuvo prometido a Olivia d'Abo desde 1998 a 2001.
El 17 de marzo de 2008, Thomas Jane fue detenido por la California Highway Patrol por conducir «a una velocidad extremadamente alta» en la I-5. Jane fue arrestado por estar conduciendo con una tasa de alcohol en sangre superior a lo permitido en Kern County, California. Dio positivo en varias pruebas de alcoholemia, y la policía dijo que iba conduciendo aunque le habían retirado el permiso.
Tras conocerse a través de amigos comunes en 2001, Jane y la actriz Patricia Arquette (Medium) se prometieron en 2002. Su hija Harlow Olivia Calliope nació el 20 de febrero de 2003. Se casaron en Venecia, Italia, el 24 de junio de 2006. En enero de 2009, Arquette solicitó el divorcio alegando diferencias irreconciliables. Pero el 9 de julio del mismo año, Arquette retiró oficialmente su demanda de divorcio tras decidir darle otra oportunidad a su matrimonio. Finalmente, el 13 de agosto de 2010 el representante de Jane anunció que este y Arquette habían decidido divorciarse.

## Filmografía

### Cine
| Cine | Cine                                             | Cine                            |
| Año  | Película                                         | Personaje                       |
| ---- | ------------------------------------------------ | ------------------------------- |
| 2024 | Deadpool & Wolverine                             | The Punisher                    |
| 2021 | Apache Junction                                  | Al Longfellow                   |
| 2021 | The Last Son                                     | Solomon                         |
| 2020 | Sin rastro                                       | Paul Michaelson                 |
| 2020 | The Orchard                                      | The Sheriff                     |
| 2018 | El Depredador                                    |                                 |
| 2018 | A.X.L.                                           | Chuck Hill                      |
| 2017 | 1922                                             | Wilfred James                   |
| 2017 | A Magnificent Death from a Shattered Hand        |                                 |
| 2017 | Hot Summer Nights                                |                                 |
| 2016 | USS Indianapolis: Men of Courage                 | Teniente Adrian Marks           |
| 2016 | Before I Wake                                    | Mark                            |
| 2016 | The Veil                                         | Jim Jacobs                      |
| 2016 | Standoff                                         | Carter                          |
| 2015 | Vice                                             | Roy                             |
| 2015 | Broken Horses                                    | Gabriel Heckum                  |
| 2014 | Reach Me                                         | Wolfie                          |
| 2014 | Into the Grizzly Maze                            | Beckett                         |
| 2014 | Drive Hard                                       | Peter Roberts                   |
| 2014 | Buttwhistle                                      | Grumisch                        |
| 2014 | White Bird in a Blizzard                         | Detective Scieziesciez          |
| 2013 | Pawn Shop Chronicles                             |                                 |
| 2013 | Drew: The Man Behind the Poster                  | Documental                      |
| 2012 | The Punisher: Dirty Laundry                      | Frank Castle                    |
| 2011 | LOL: Laughing Out Loud                           | Allen                           |
| 2011 | I Melt with You                                  | Richard                         |
| 2010 | Give 'Em Hell, Malone                            | Malone                          |
| 2010 | Scott Pilgrim vs. the World                      | Policía Vegan                   |
| 2009 | Dark Country                                     | Dick                            |
| 2008 | The Butler's in Love                             | El mayordomo                    |
| 2008 | The Mutant Chronicles                            | Mayor "Mitch" Hunter            |
| 2008 | Killshot                                         | Wayne                           |
| 2007 | La niebla                                        | David Drayton                   |
| 2006 | The Tripper                                      | Buzz Hall                       |
| 2004 | The Punisher                                     | Frank Castle                    |
| 2003 | Dreamcatcher                                     | Henry                           |
| 2003 | Stander                                          | Andre Stander                   |
| 2002 | La cosa más dulce                                | Peter Donahue                   |
| 2001 | Pecado original                                  | Billy / Walter Downs / Mephisto |
| 2001 | Eden                                             | Dov                             |
| 2000 | Jonni Nitro                                      | Brack                           |
| 2000 | Bajo sospecha                                    | Detective Felix Owens           |
| 1999 | Deep Blue Sea                                    | Carter Blake                    |
| 1999 | Molly                                            | Sam                             |
| 1999 | Junked                                           | Switch                          |
| 1999 | Magnolia                                         | Jimmy Gator joven               |
| 1998 | Jueves (Secretos familiares)                     | Casey                           |
| 1998 | The Velocity of Gary                             | Gary                            |
| 1998 | Zack and Reba                                    | Sparky Stokes                   |
| 1998 | La delgada línea roja                            | Soldado Ash                     |
| 1997 | La última vez que me suicidé                     | Neal Cassady                    |
| 1997 | Contracara (Hispanoamérica) Cara a cara (España) | Burke Hicks                     |
| 1997 | Boogie Nights                                    | Todd Parker                     |
| 1996 | El Cuervo: ciudad de ángeles                     | Nemo                            |
| 1994 | At Ground Zero                                   | Thomas Quinton Pennington       |
| 1992 | I'll Love You Forever... Tonight                 | The Hustler                     |
| 1992 | Buffy la Cazavampiros                            | Zeph                            |
| 1992 | Nemesis                                          | Billy                           |
| 1986 | Padamati Sandhya Ragam                           | Tom                             |

### Televisión
| Televisión  | Televisión             | Televisión                  | Televisión                                                                           |
| Año         | Título                 | Papel                       | Episodios                                                                            |
| ----------- | ---------------------- | --------------------------- | ------------------------------------------------------------------------------------ |
| 1995        | High Tide              | Barry                       | Episodio: Barry                                                                      |
| 1997        | Hollywood Confidential | Lee                         | Telefilme                                                                            |
| 2001        | 61*                    | Mickey Mantle               | Telefilme                                                                            |
| 2004        | Arrested Development   | Él mismo (no acreditado)    | Episodio: "The One Where They Build a House" (2ª temporada)                          |
| 2006        | Medium                 | Clay Bicks                  | Episodio: "Cuatro sueños: Parte 1" Episodio: "Cuatro sueños: Parte 2" (3ª temporada) |
| 2009 - 2011 | Hung                   | Ray Drecker                 | 30 episodios                                                                         |
| 2015        | Texas Rising           | James Wykoff                | 2 episodios                                                                          |
| 2015 - 2019 | The Expanse            | Joe Miller/ el investigador | 24 episodios                                                                         |
| 2019        | Robot Chicken          | Frank Castle                | Episodio: "Spike Fraser in: Should I Happen to Back Into a Horse"                    |
| 2022 - 2024 | Troppo                 | Ted Conkaffey               | 16 episodios, Productor ejecutivo                                                    |

### Videojuegos
| Videojuegos | Videojuegos  | Videojuegos                  | Videojuegos |
| Año         | Título       | Papel                        | Episodios   |
| ----------- | ------------ | ---------------------------- | ----------- |
| 2005        | The Punisher | Frank Castle / El Castigador | Voz         |
| 2005        | GUN          | Colton White                 | Voz         |

### Director
| Cine | Cine         | Cine                                                                  |
| Año  | Película     | Notas                                                                 |
| ---- | ------------ | --------------------------------------------------------------------- |
| 1999 | Jonni Nitro  | Episodio: "Crash and Burn: Part 2" Episodio: "Crash and Burn: Part 3" |
| 2009 | Dark Country |                                                                       |

### Productor
| Cine | Cine         | Cine                |
| Año  | Película     | Notas               |
| ---- | ------------ | ------------------- |
| 2009 | The Tripper  | Productor ejecutivo |
| 2009 | Dark Country |                     |

### Guionista
| Libros    | Libros     | Libros                          |
| Año       | Título     | Notas                           |
| --------- | ---------- | ------------------------------- |
| 2005-2009 | Bad Planet | Cómic repartido en seis números |

## Premios
- 1998 Ganador, del Premio al mejor reparto del Florida Film Critics Circle Boogie Nights.
- 1998 Nominado, para Premio del Sindicato de Actores al mejor reparto por Boogie Nights.
- 2010 Nominado, para un Globo de Oro al mejor actor de serie de televisión - Comedia o musical por Hung.